# Euryoryzomys macconnelli
Euryoryzomys macconnelli é uma espécie de roedor da família Cricetidae. Pode ser encontrada no Brasil, Peru, Equador, Colômbia, Venezuela, Guiana, Suriname e Guiana Francesa.